# La Princesse et le Pirate
Pour plus de détails, voir Fiche technique et Distribution.
La Princesse et le Pirate (titre original anglais : The Princess and the Pirate) est un film américain réalisé par David Butler sorti en 1944.

## Synopsis
En 1740, le cruel capitaine Crochet arraisonne[pas clair] le Mary Ann pour capturer la princesse Margaret, en fuite, et demander une rançon à son père, mais il n'est pas le seul à avoir cette idée...

## Fiche technique
- Titre : La Princesse et le Pirate
- Titre original : The Princess and the Pirate
- Réalisation : David Butler
- Production : Samuel Goldwyn et Don Hartman producteur associé
- Société de production : The Samuel Goldwyn Company
- Société de distribution : RKO
- Scénario : Everett Freeman, Don Hartman et Melville Shavelson d'après une histoire de Sy Bartlett
- Adaptation : Allen Boretz et Curtis Kenyon
- Photographie : Victor Milner et William E. Snyder
- Montage : Daniel Mandell
- Musique originale : David Rose
- Direction artistique : Ernst Fegté
- Décorateur de plateau : Howard Bristol
- Costumes : Mary Grant
- Film : Américain
- Genre : Comédie
- Format : Couleur (Technicolor) - Son : Mono (Western Electric Recording)
- Durée : 94 minutes
- Dates de sortie :
  - États-Unis : 17 novembre 1944 (Los Angeles)
  - France : 12 mars 1947

## Distribution
- Bob Hope : Sylvester le grand
- Virginia Mayo : Princesse Margaret
- Walter Brennan : Featherhead
- Walter Slezak : La Roche
- Victor McLaglen : Captain Barrett
- Marc Lawrence : Pedro
- Hugo Haas : Le propriétaire du café
- Maude Eburne : Landlady
- Adia Kuznetzoff : Don José Ramon Sebastian Rurales
- Brandon Hurst : M. Pelly
- Tom Kennedy : Alonzo
- Stanley Andrews : Capitaine de la Mary Ann
- Robert Warwick : Le roi
- Bing Crosby : Apparition